# Natelsheidesee
Der Natelsheidesee (auch Natels-Heidesee) ist ein Baggersee in der Gemeinde Wedemark in der Region Hannover. Der See, der durch den Bau der A 352 entstanden ist, liegt südöstlich von Bissendorf im Ortsteil Bissendorf-Wietze direkt an der A 352.
Der See wird seit 1964 als Badesee eines Campingplatzes und als öffentlicher Badesee genutzt. Am Ostufer befindet sich eine rund 140 Meter lange Badestelle mit einem Sandstrand und vorgelagerter Flachwasserzone als Nichtschwimmerbereich. Zum See gehört eine große Liegewiese mit zwei Tipis, die gemietet werden können. 
Badesee und Campingplatz werden seit 1964 als Familienbetrieb geführt.

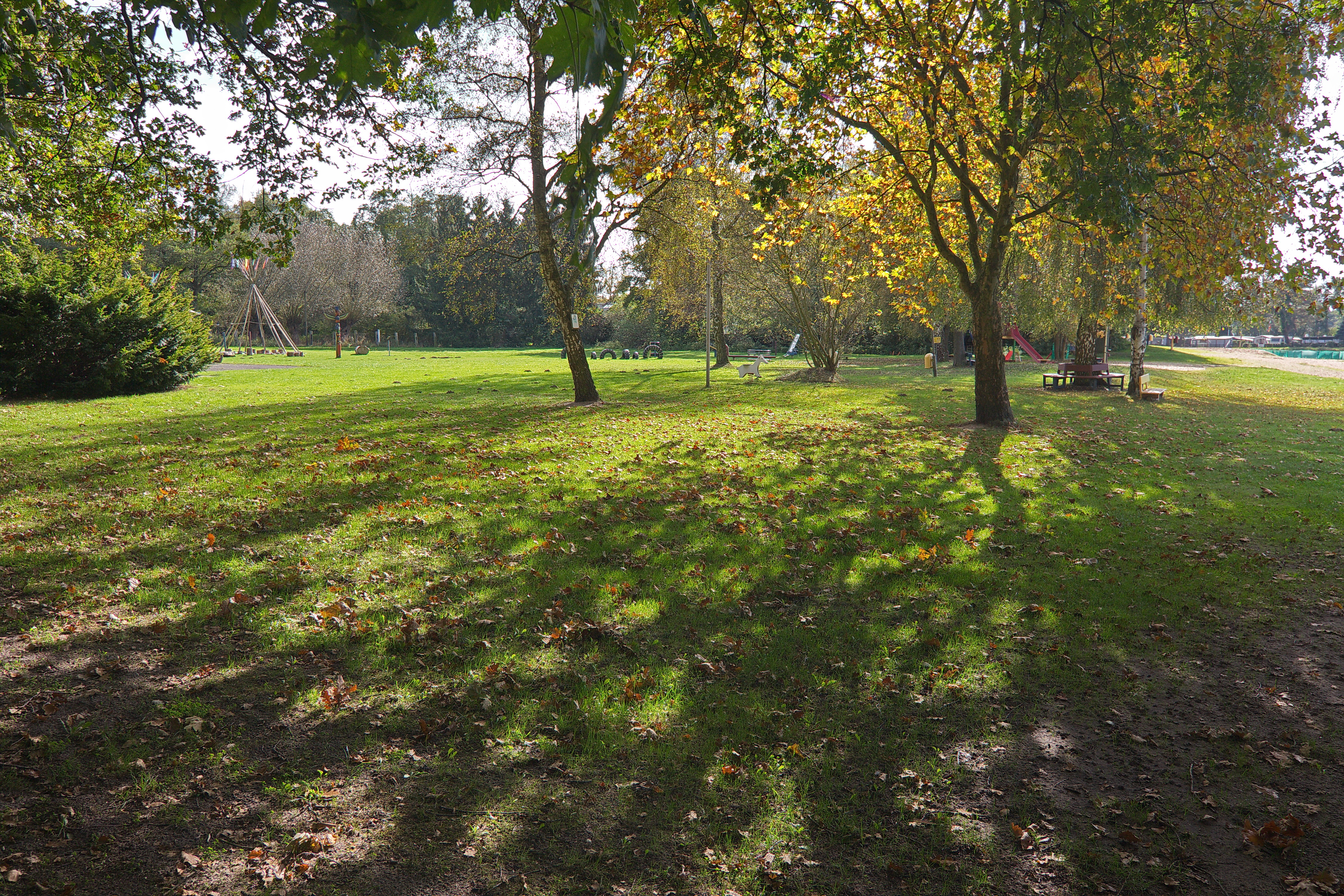
Blick auf die Liegewiese
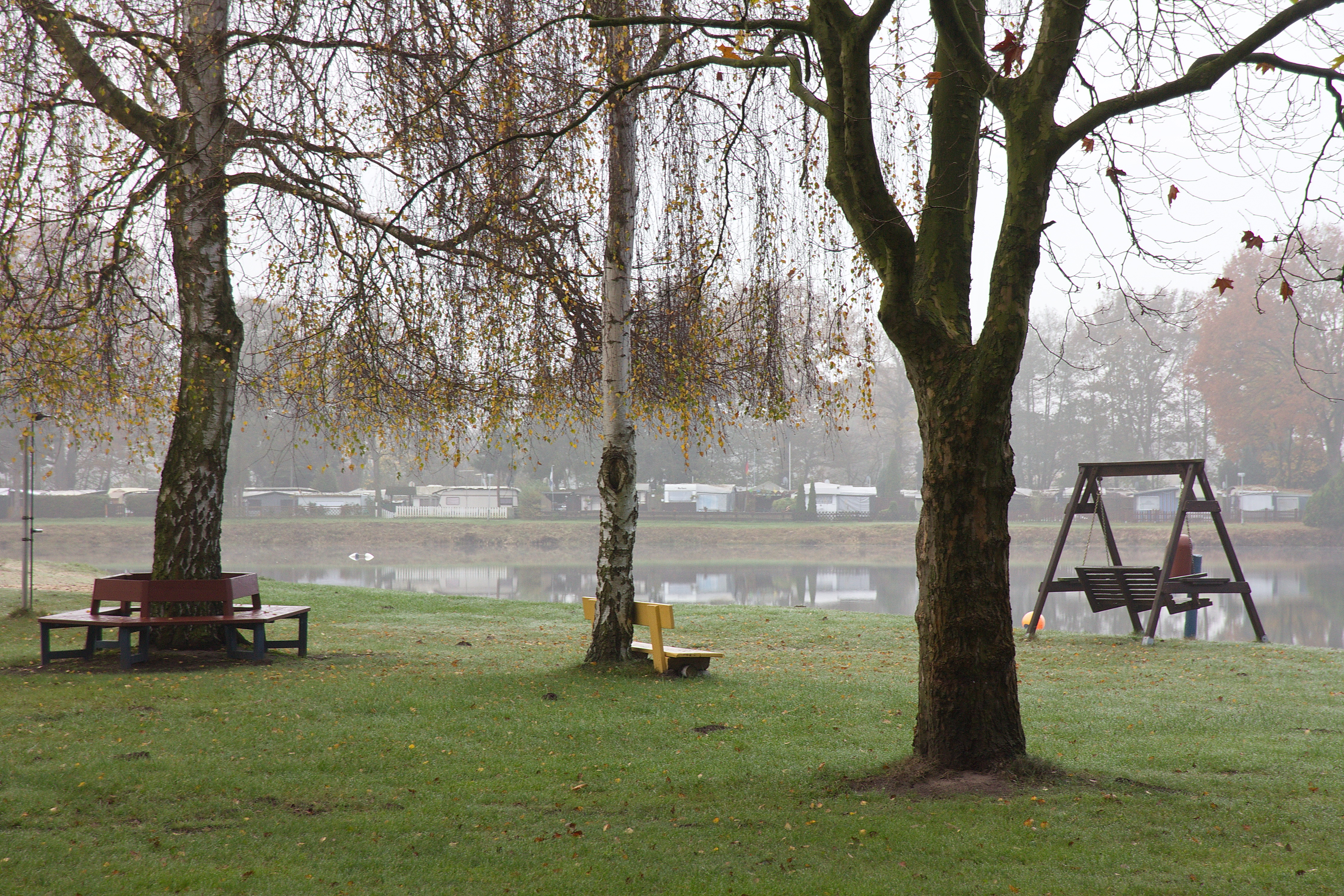
Blick von der Liegewiese